# Фазиси (яхта)
Фазиси (Fazisi) — яхта, построенная в 1989 году для участия в кругосветной парусной гонке «Whitbread» (ныне The Ocean Race) в 1989...1990 годов. «Фазиси» впервые представила СССР в этих соревнованиях. Яхта строилась в СССР, на судостроительной верфи в грузинском городе Поти по проекту конструкторского бюро «Мобиле».  Первым капитаном яхты был Алексей Грищенко.
Яхта была построена за десять месяцев силами самих членов экипажа яхты (в основном) и с помощью работников Потийского Судоремонтного завода. За полтора месяца до старта гонки яхта была перевезена в Англию, в Саутгемптон, где и приняла окончательный облик. «Фазиси» финишировала одиннадцатой из 23-х участников соревнований.
После одного из этапов капитан яхты Алексей Грищенко покончил с собой. Командование яхтой принял известный американский яхтсмен Скип Новак (англ. Skip Novak). И только на самом последнем, шестом этапе экипаж яхты состоял исключительно из яхтсменов из Советского Союза.
В дальнейшем яхта «Фазиси» использовалась польскими яхтсменами. В середине 2017 года, во время урагана Ирма яхта была прижата к берегу и получила повреждения. В 2019 году яхта на плаву, в Ки-Уэст, Флорида. Активная группа яхтсменов ищет возможности восстановить её до первоначального состояния, чтобы сохранить легендарную яхту для последующих поколений яхтсменов.